# Золотоструйка
Золотостру́йка — река в России, протекает по Ивановской области. Устье реки находится в 14 км по правому берегу реки Смердяга. Исток теряется в небольших озёрах, в 1 км западнее озера Рубское. Длина реки составляет 13 км, площадь водосборного бассейна — 89,9 км².
На реке располагается единственный православный монастырь Золотниковская пустынь. Других поселений возле реки нет.

## Название
Согласно преданием местных жителей такое название реке дала Екатерина II, которая когда-то проезжала мимо этих мест по Государственной дороге. Захотела воды испить, остановилась около речки, по одним сведениям, Змеянки, по другим, Смердянки да и уронила в речку перстень, но вода была прозрачна и Екатерина, испив воды, увидела перстень и подивилась: «Какая вода здесь прозрачная, просто золотая». С тех пор и прозвали речку Золотоструйкой, село звавшееся Пустынью, стали называть Золотниковской Пустынью, а дорогу из Государственной в народе переименовали в Екатериновку.

## Данные водного реестра
По данным государственного водного реестра России относится к Окскому бассейновому округу, водохозяйственный участок реки — Уводь от истока и до устья, речной подбассейн реки — Бассейны притоков Оки от Мокши до впадения в Волгу. Речной бассейн реки — Ока.
Код объекта в государственном водном реестре — 09010301012110000033168.